# Пуебло Пинтадо (Њу Мексико)
Пуебло Пинтадо (енгл. Pueblo Pintado) насељено је место без административног статуса у америчкој савезној држави Њу Мексико.

## Демографија
По попису из 2010. године број становника је 192, што је 55 (-22,3%) становника мање него 2000. године.
| Група             | 2000.     | 2010.    |
| Белци             | 22 (8,9%) | 9 (4,7%) |
| Афроамериканци    | 0 (0,0%)  | 0 (0,0%) |
| Азијати           | 0 (0,0%)  | 1 (0,5%) |
| Хиспаноамериканци | 1 (0,4%)  | 1 (0,5%) |
| Укупно            | 247       | 192      |